# Wally Schirra

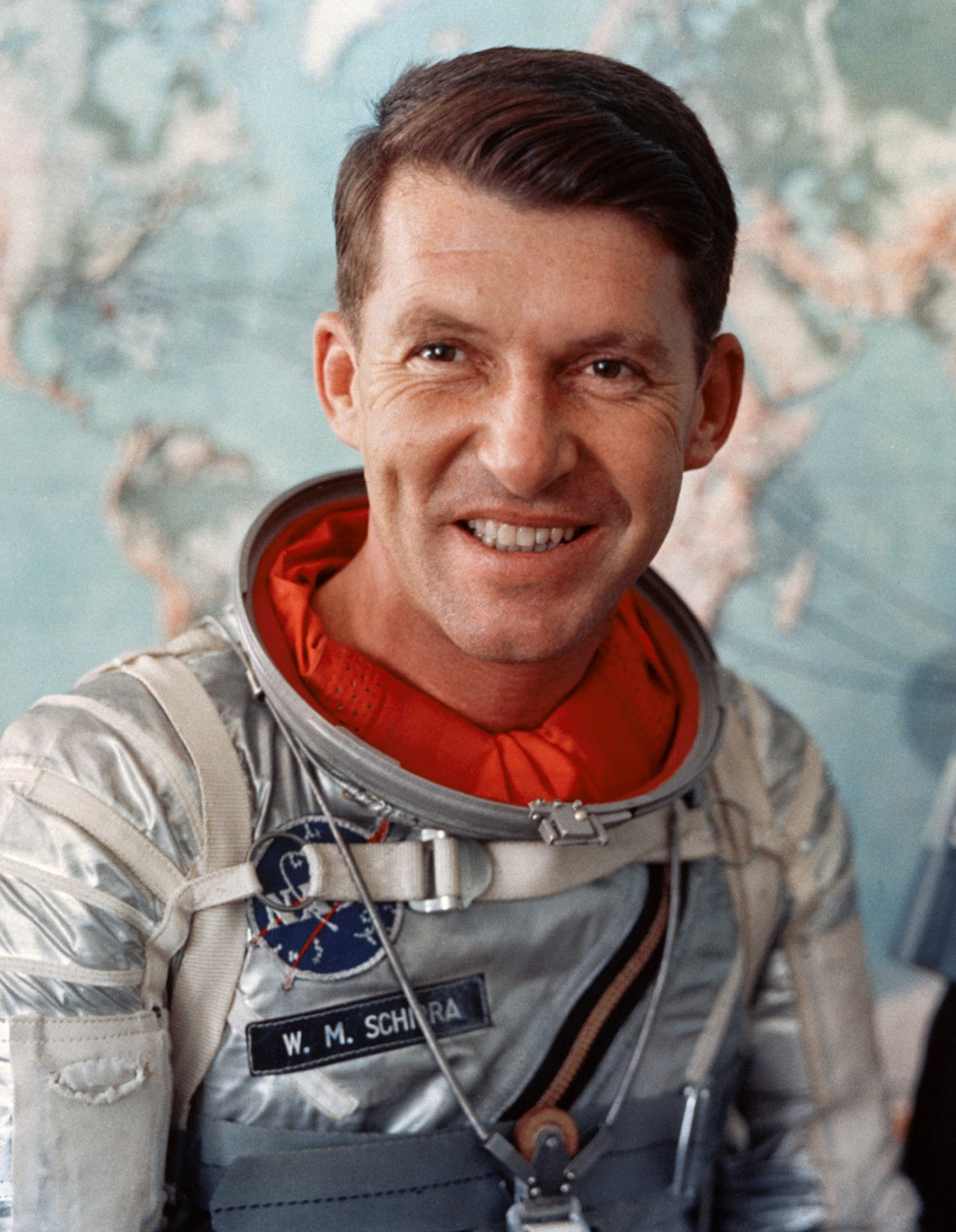

Walter Marty Schirra, Jr. (n. 12 martie 1923, Hackensack⁠(d), New Jersey, SUA – d. 3 mai 2007, La Jolla, California, SUA) a fost un pilot de încercare american, ofițer al Marinei Americane și unul din primii astronauți aleși inițial pentru Mercury 7 ca parte a Programului Mercury, un proiect în care SUA au încercat și au reușit să trimită un om în spațiul cosmic. Este singura persoană care a zburat în primele trei programe spațiale americane (Mercury, Gemini și Apollo). A avut un total de 295 ore și 15 minute petrecute în cosmos.
A fost primul om care a ieșit de trei ori în spațiul cosmic. A fost al cincilea american și al nouălea om care a condus o rachetă în cosmos.  

## Legături externe
- Wally Schirra la Internet Movie Database
- Walter M. "Wally" Schirra Jr la Find a Grave